# Biota de Jehol

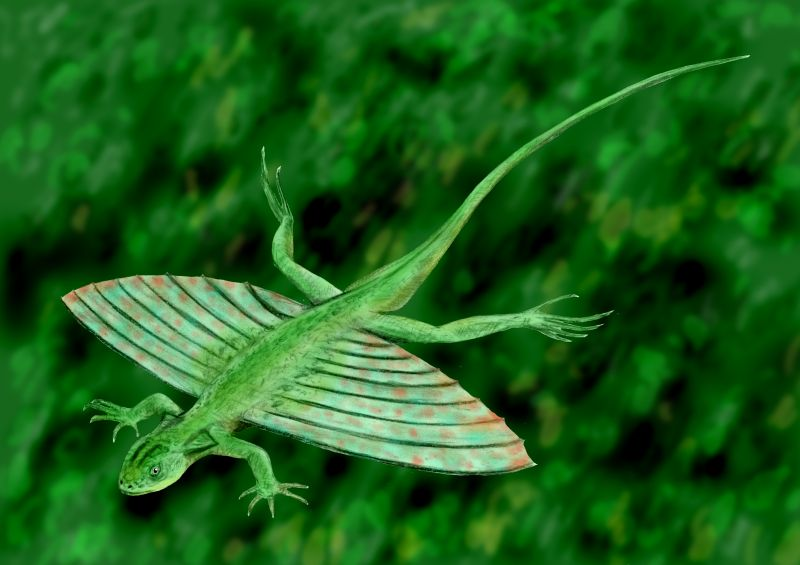
Representación de Xianglong zhaoi, un reptil que posiblemente poseía la capacidad de planear.

Se denomina biota de Jehol a los organismos que habitaron los ecosistemas del noreste de China, en la provincia de Liaoning y alrededores, hace 131-120 millones de años (Cretácico inferior), y cuyos fósiles se encuentran en las formaciones de Dabeigou, Yixian y Jiufotang (grupo Jehol). Se han recuperado restos fósiles de más de 60 especies de plantas, más de mil de invertebrados y unas 70 especies de vertebrados. El estudio de esta fauna es importante, ya que proporciona un material fósil muy interesante para intentar dilucidar aspectos sobre la evolución de distintos taxones (anfibios, aves, angiospermas...), el origen de las plumas y del vuelo aviano, o la coevolución de insectos polinizadores y las plantas con flores.
El ambiente de Jehol en el Cretácico se caracterizaba por la presencia de una gran actividad tectónica, un vulcanismo intenso con erupciones frecuentes, un aumento de la temperatura y cambios en la paleogeografía de la zona. Se cree que este ambiente cambiante pudo acelerar la selección natural, y con ello la especiación.

## Edad del grupo Jehol

Situación geográfica de la provincia de Liaoning.

Se denomina grupo Jehol al conjunto compuesto por las formaciones Dabeigou, Yixian y Jiufotang, de origen lacustre. Durante un tiempo se consideró que la formación Dabeigou era en realidad la parte basal de la formación Yixian, y, de hecho, solo aflora en algunas zonas. Los sedimentos del grupo Jehol consisten en materiales siliciclásticos (con clastos de cuarzo) débilmente laminados, areniscas depositadas bajo ambientes poco energéticos (la velocidad de la masa de agua que transporta a los sedimentos es baja) y lutitas. Intercalados entre esos sedimentos se encuentran niveles de tobas volcánicas y diques.
Se estima que la biota de Jehol habitó la Tierra durante un período de tiempo de once millones de años, desde el Hauteriviense hasta el Aptiense (131-120 millones de años). En los primeros trabajos publicados se consideraba que esta fauna pertenecía al Jurásico, ya que el límite entre este periodo y el Cretácico se calculaba que tenía una edad de 135 millones de años. Esa fecha se ha ajustado, fijando la Comisión Internacional de Estratigrafía una edad para el final del Jurásico de 145,5 millones de años.
Para realizar las dataciones del grupo Jehol se estudiaron niveles de tobas volcánicas intercaladas. Las formaciones son de las siguientes edades:
- Formación Dabeigou: se realizaron dataciones radiométricas de las tobas por el método del 40Ar/39Ar, dando como resultado una edad de 130,7 ± 1,4 millones de años.[8] El método del SHRIMP U-Pb dio un resultado de 133,9 ± 2,5 y 130,1 ± 2,5 millones de años.[8]
- Formación Yixian: el método del 40Ar/39Ar dio edades de 125,0 ± 0,2 y 123,54 ± 1,53 millones de años; mediante SHRIMP U-Pb las edades fueron de 124,7 ± 1,53, 124,9 ± 1,7 y 122,8 ± 1,6 millones de años.[8] Usando el método LA-ICPMS U-Pb la edad obtenida es de 125-122 millones de años.[8]
- Formación Jiufotang: las dataciones con 40Ar/39Ar y SHRIMP U-Pb dieron como resultado una edad de 120,3 ± 0,7 millones de años.[8]

## Taxones

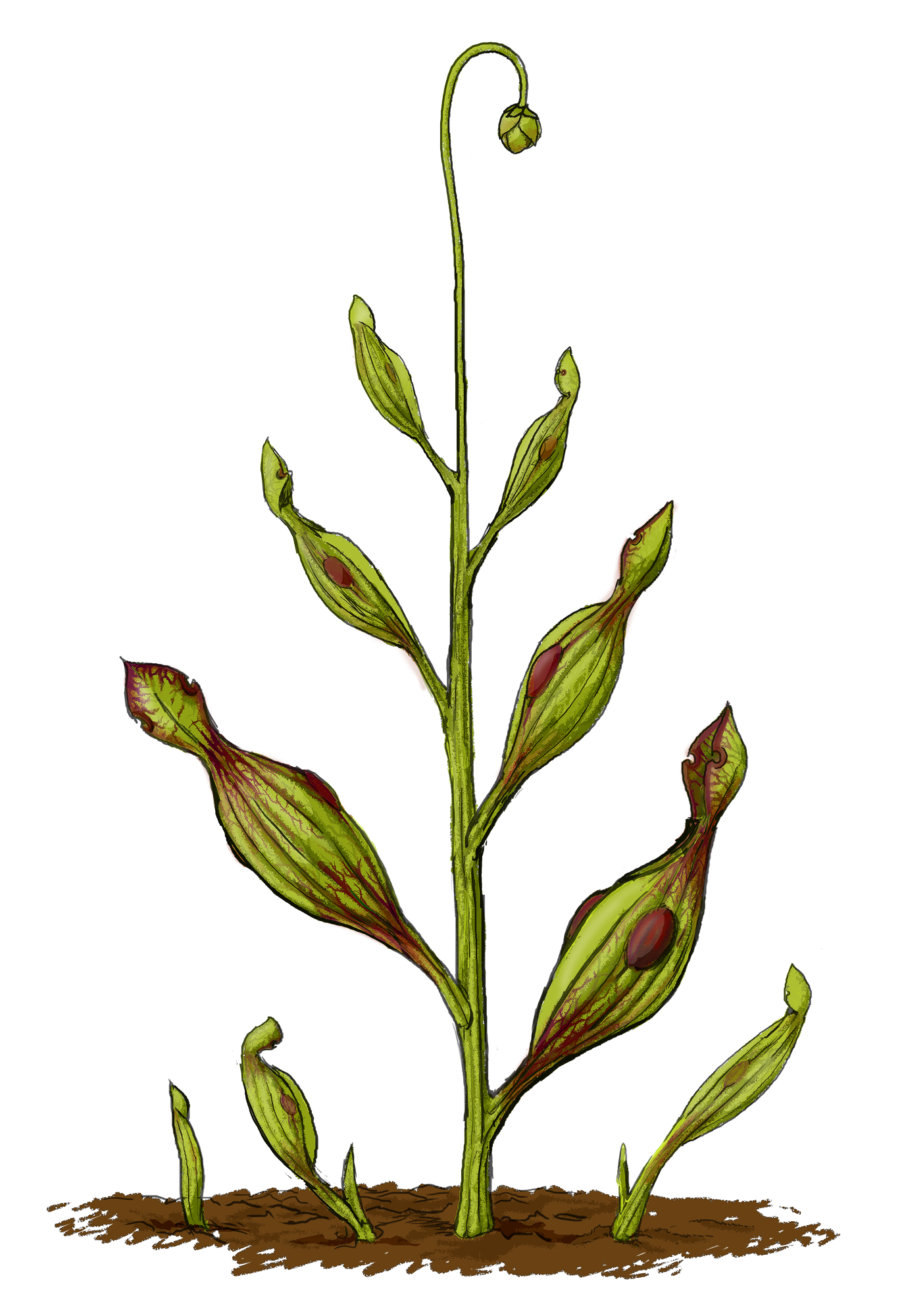
Representación de un ejemplar de Archaeamphora longicervia, cuyos restos fósiles se han hallado en la Formación Yixian.

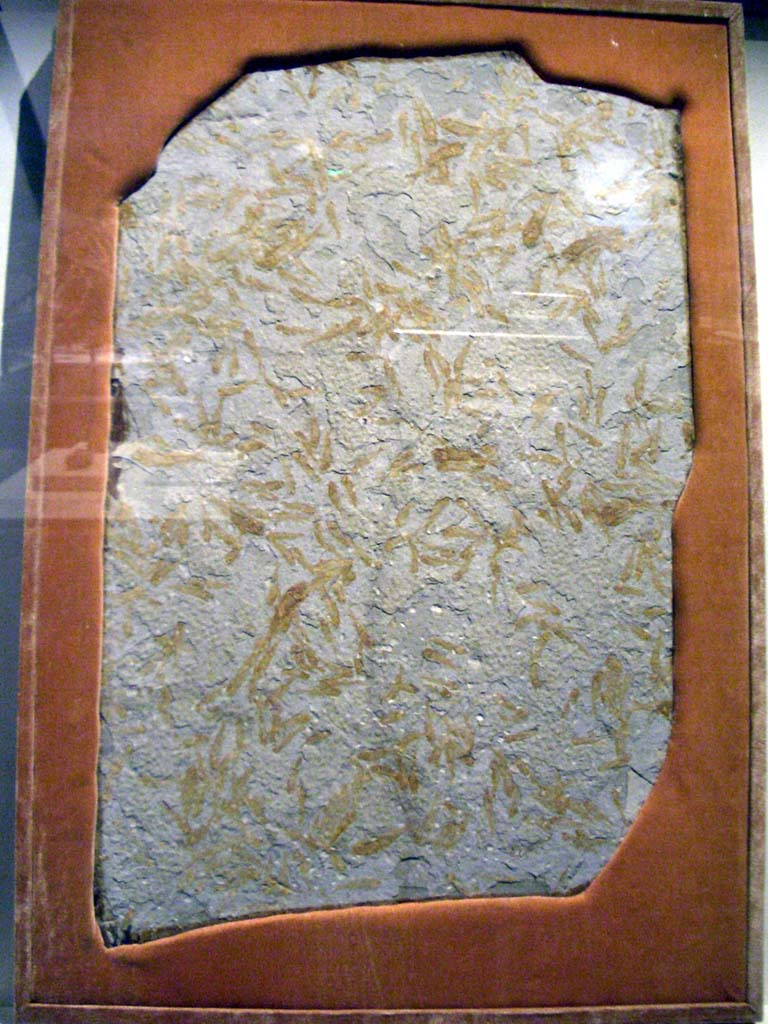
Fósiles de peces del género Lycoptera.

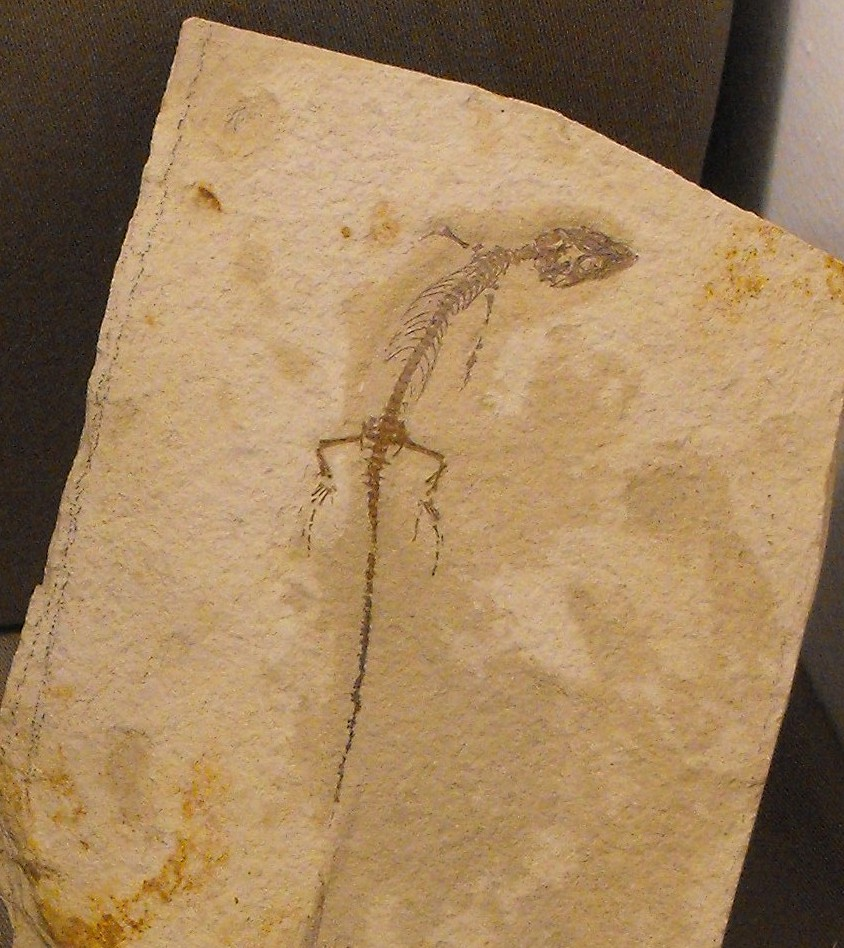
Fósil de Monjurosuchus splendens hallado en la provincia de Liaoning.

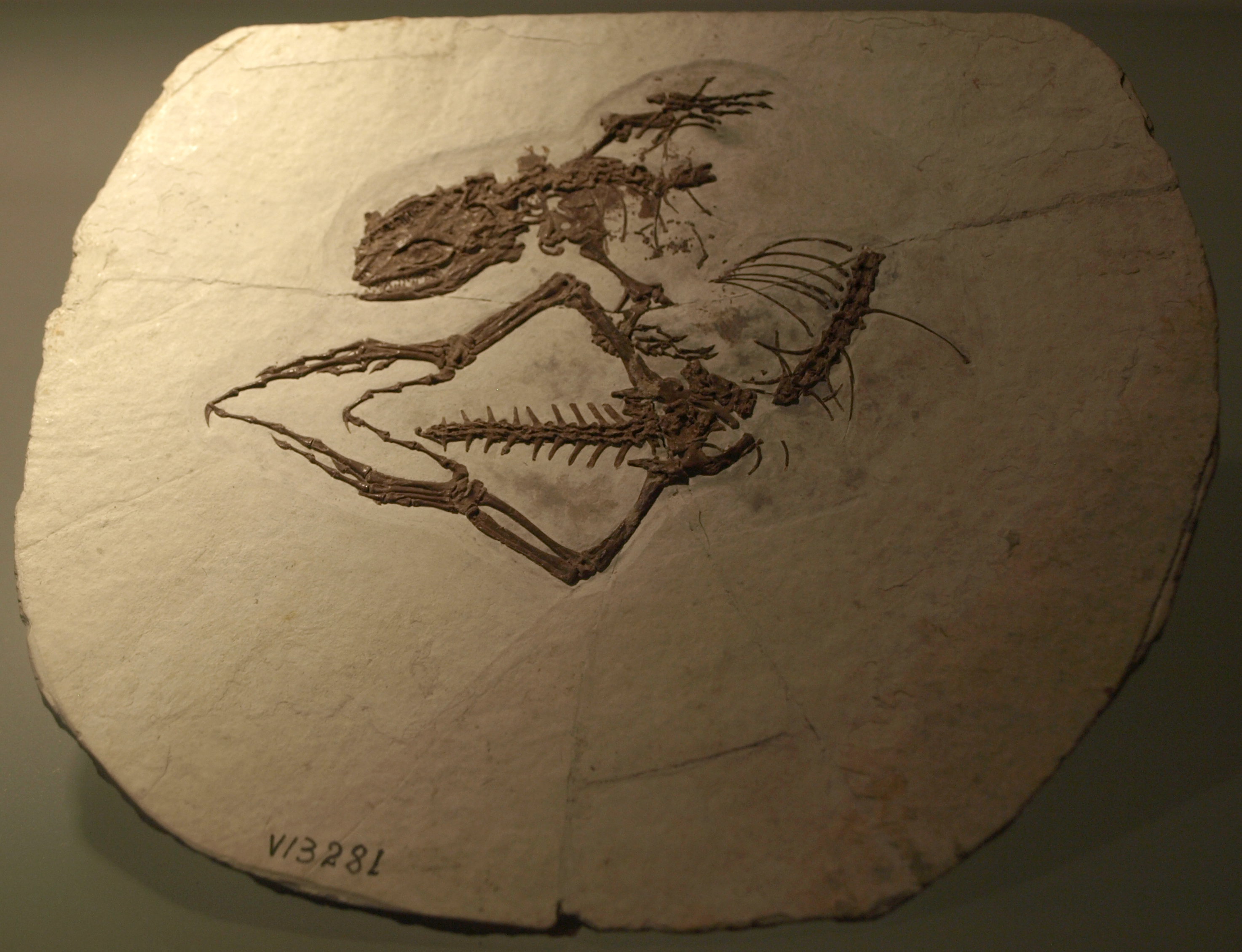
Fósil de Dalinghesaurus longidigitus.

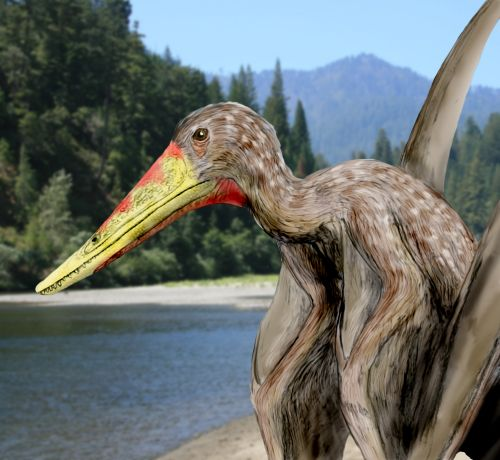
Recreación del pterosaurio Nurhachius.

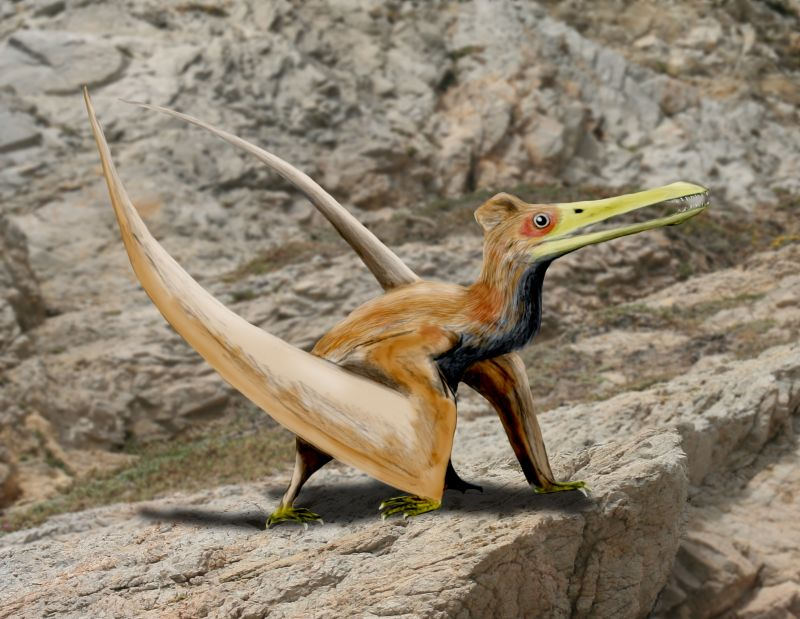
Recreación del pterosaurio Ningchengopterus.

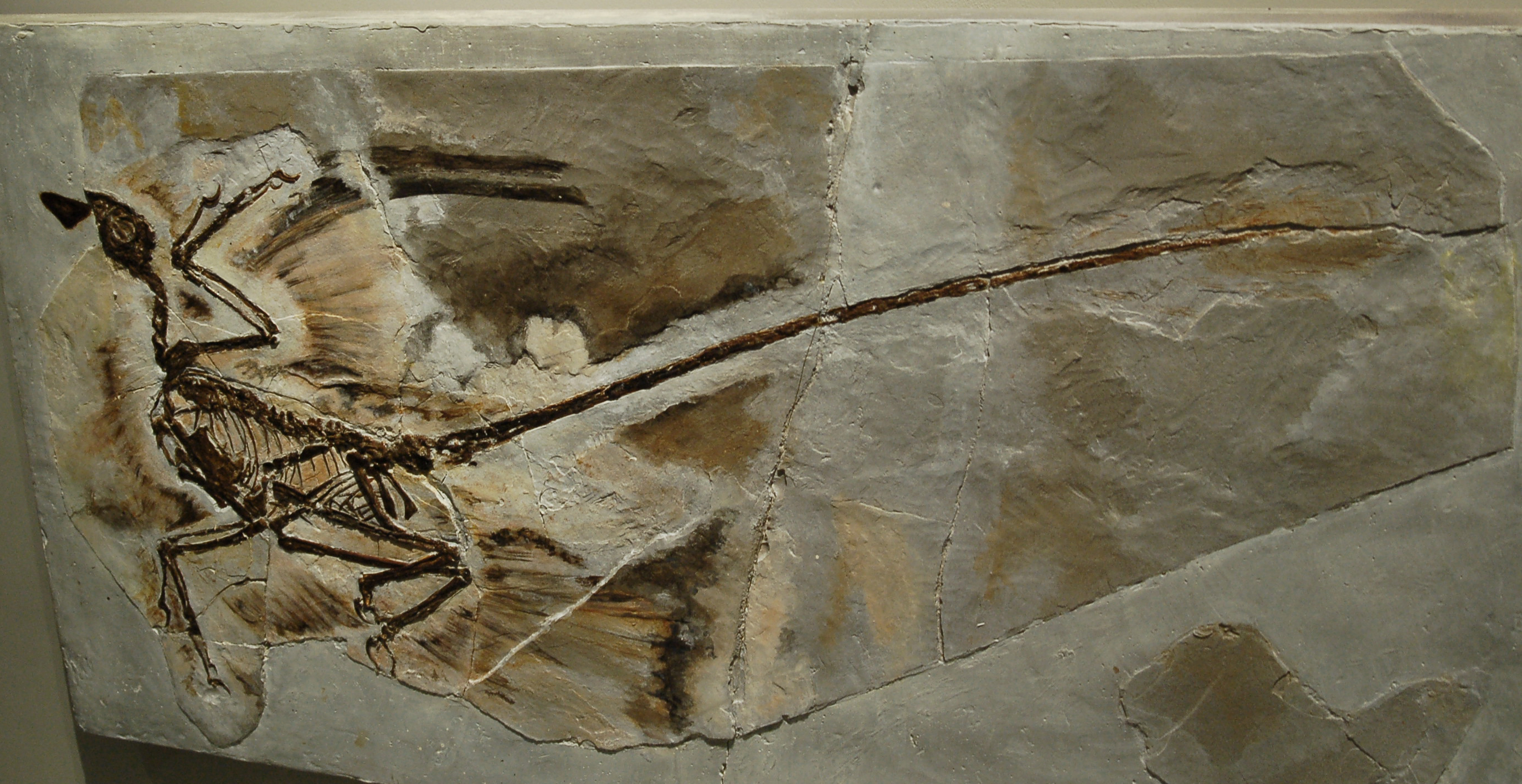
Molde de un fósil del dromeosaurio Microraptor gui.

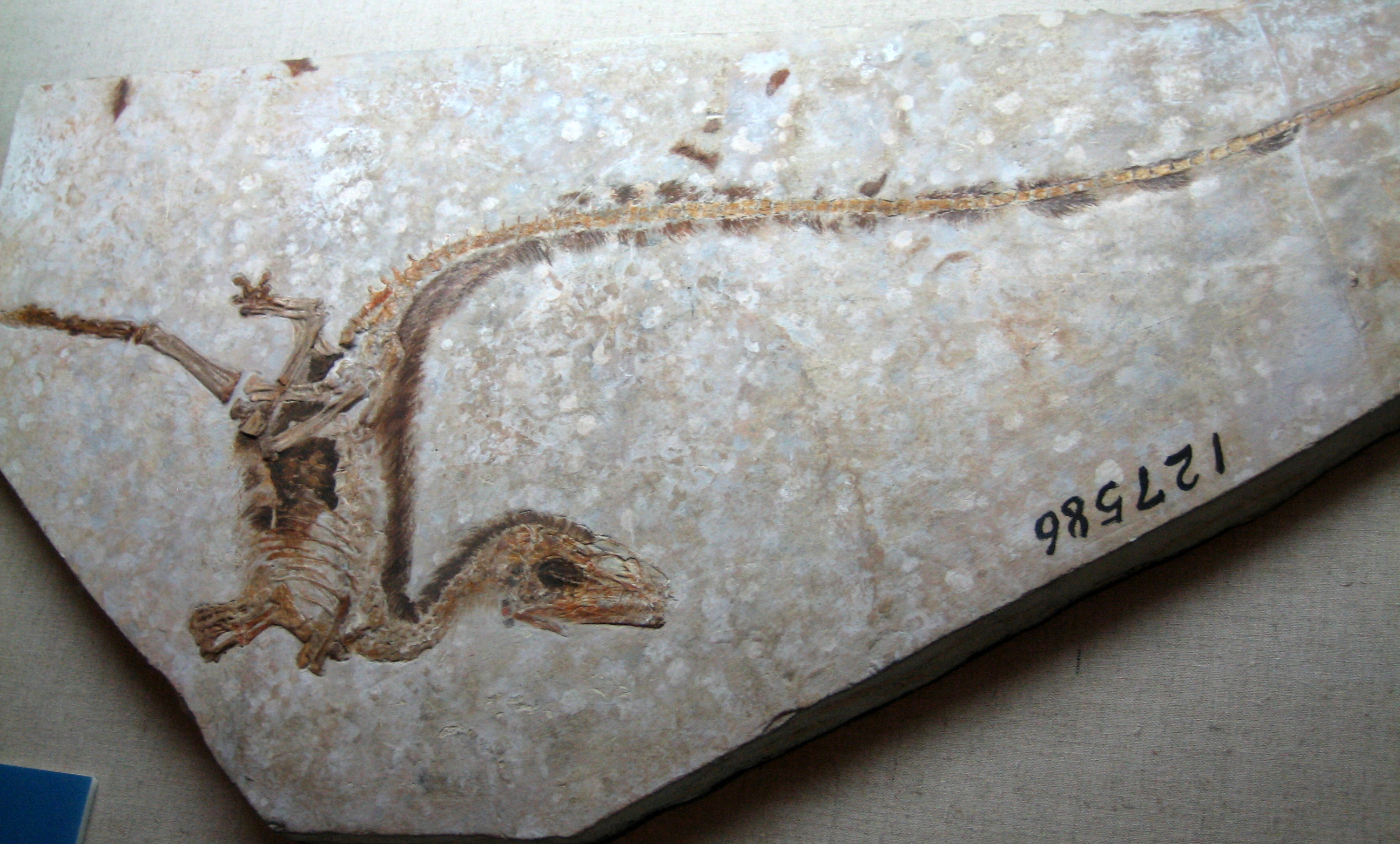
Fósil de Sinosauropteryx.

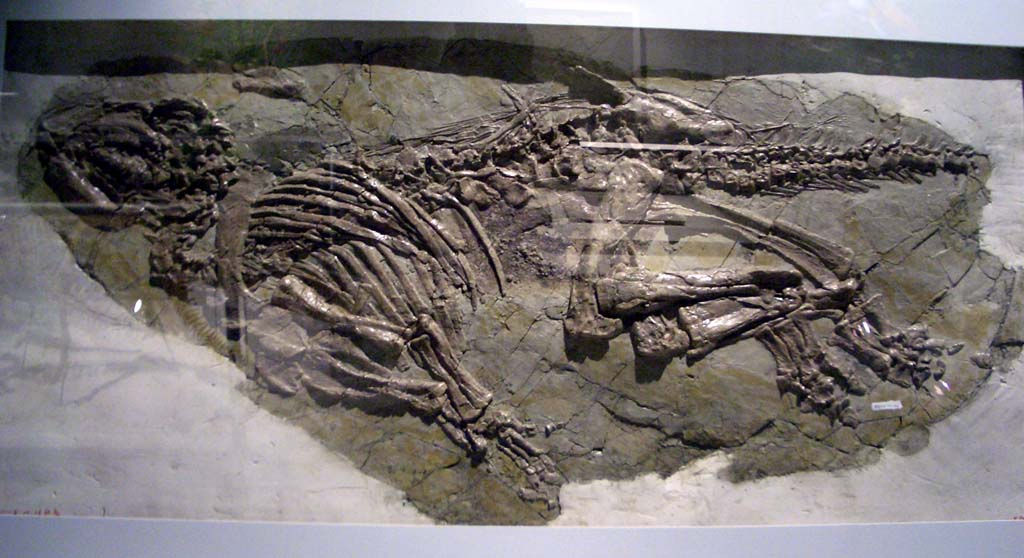
Fósil de Jinzhousaurus expuesto en el Museo de la Ciencia de Hong Kong.

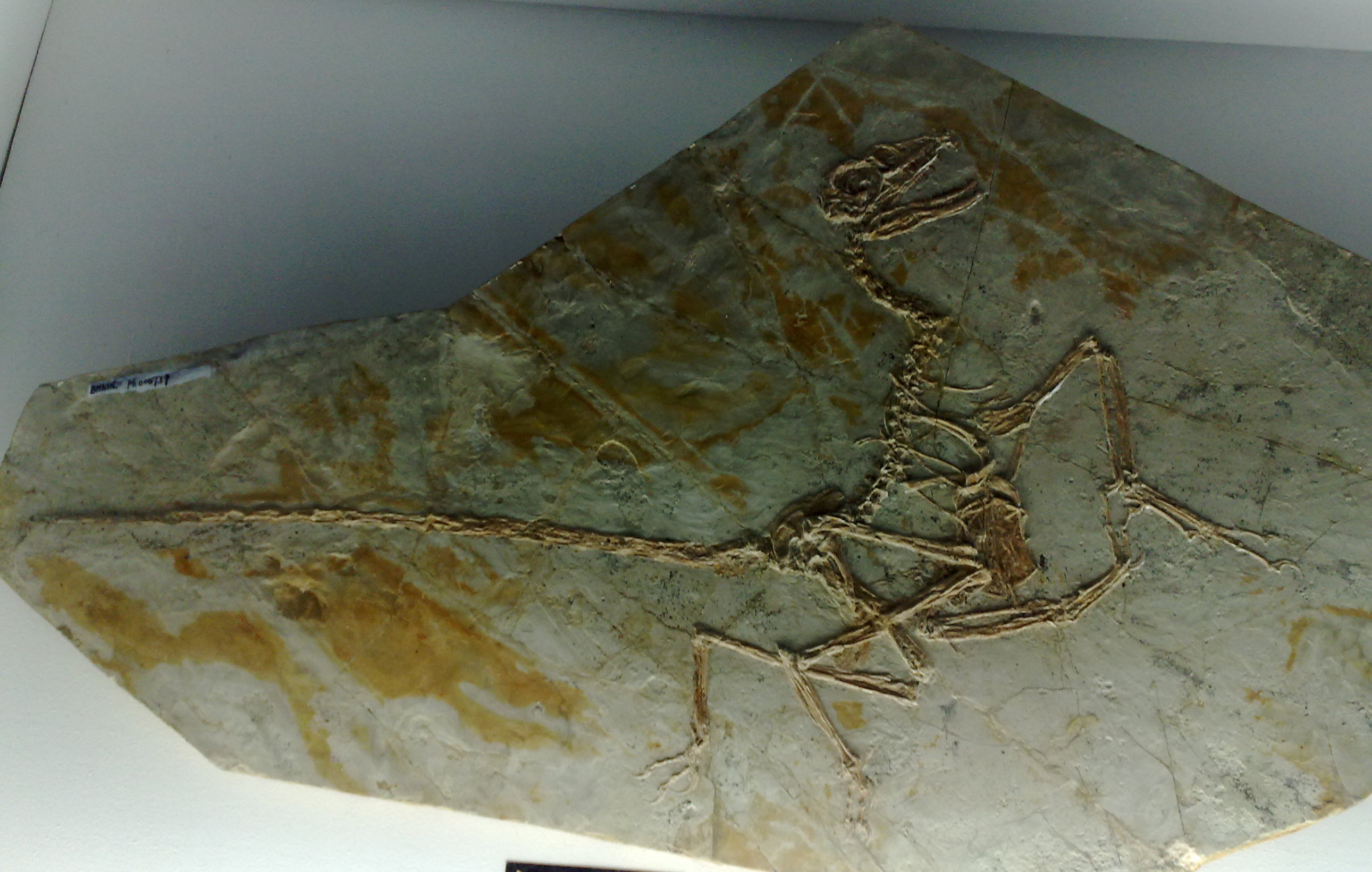
Fósil de Jeholornis.

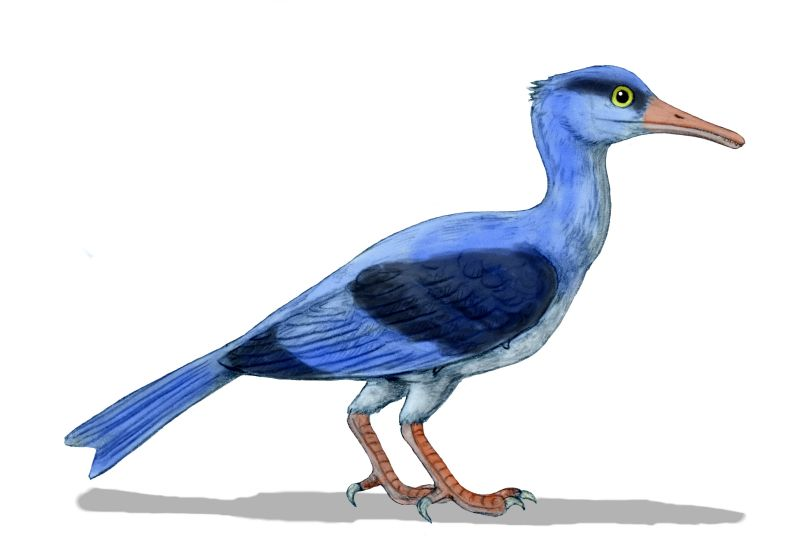
Recreación de Longipteryx (Enantiornithes).

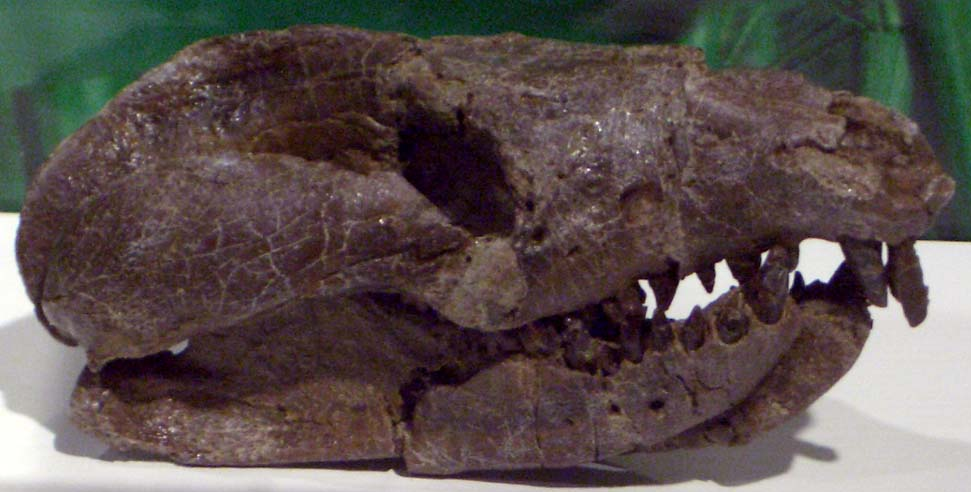
Cráneo de Repenomamus giganticus.

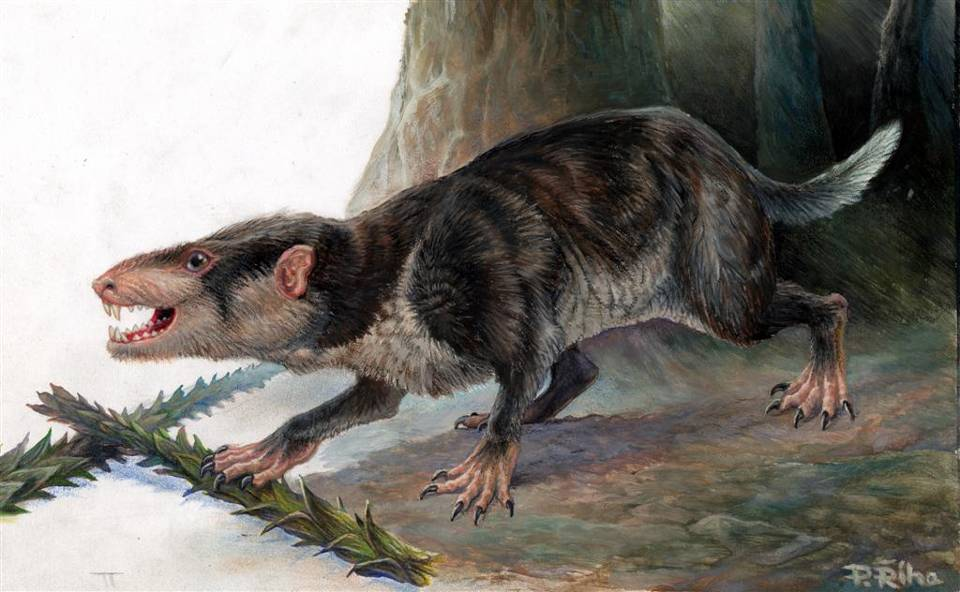
Recreación de Gobiconodon.

Los yacimientos del grupo Jehol son un lagerstätte en el que se conservan una gran cantidad de restos fósiles, tanto de tejidos duros como los huesos, como de tejidos blandos como las flores, de una gran variedad de organismos, entre los que se incluyen dinosaurios, aves, mamíferos, angiospermas, insectos, pterosaurios, lagartos, anfibios, tortugas, reptiles acuáticos, etc.

### Flora
La flora de Jehol incluye restos fósiles de angiospermas primitivas, si bien siguen dominando las gimnospermas. La cubierta herbácea estaba formada por colas de caballo, helechos y licopodios; los bosques estaban constituidos por árboles como los ginkgos, Cycadales, coníferas y helechos con semillas. En la formación Yixian se han hallado los restos fósiles de la angiosperma más antigua que se conoce, Archaefructus (familia Archaefructaceae). Sobre este género acuático existe un debate acerca de si se trata de un taxón primitivo precursor de las angiospermas, o si, en realidad es una angiosperma especializada para la vida en el agua.
En la misma formación se han encontrado los restos de la planta carnívora más antigua del registro fósil, Archaeamphora longicervia. Alcanzaba una altura de 5 centímetros y las hojas se disponían en espiral alrededor del tallo. También se han encontrado sus semillas, cubiertas con gránulos y con presencia de un ala lateral. Otro género representativo de la flora de Jehol es Sinocarpus. A esta angiosperma se la considera una eudicotiledónea ancestral caracterizada por poseer rasgos derivados, como un gineceo sincárpico (con los carpelos soldados entre sí).

### Invertebrados
Se han conservado ejemplares fósiles de insectos, encontrándose más de 100 especies que habitaban en aguas, suelos, matorrales, bosques, pantanos, etc. Aparecen ejemplares de los órdenes Hymenoptera, Diptera, Coleoptera, Odonata, Blattodea y Orthoptera, siendo los insectos la clase más exitosa de la biota de Jehol. En cuanto a la clase Arachnida, no fueron seres ni muy abundantes ni muy diversos, con representantes de la familia Araneidae que habitaban las zonas boscosas. También se encuentran restos de diplostráceos. Se han hallado trece especies de bivalvos de agua dulce, pertenecientes a siete géneros y también se han encontrado distintas asociaciones de gasterópodos, que se relacionan con distintos hábitats.

### Anfibios
El descubrimiento del primer anuro del mesozoico fue Liaobatrachus grabaui en la formación Yixian, un organismo adaptado a ambientes terrestres y de agua dulce someros. La especie Callobatrachus sanyanensis pertenece a la familia Discoglossidae, siendo el holotipo el segundo ejemplar articulado del mesozoico perteneciente a esta familia que se encuentra en el mundo. Los análisis filogenéticos a partir de caracteres primitivos y derivados concluyen que Callobatrachus es el miembro más basal de Discoglossidae. En cuanto a las salamandras, están representadas por más de 500 ejemplares, incluyendo larvas y ejemplares adultos. La morfología es bastante primitiva, lo que podría implicar un origen asiático de las salamandras modernas, evolucionando a partir de un patrón corporal que ha permanecido estable durante 150 millones de años.

### Peces
Los vertebrados más comunes en los lagos de Jehol eran los peces. El pez más abundante es un teleósteo ancestral, Lycoptera (superorden Osteoglossomorpha). Mesomyzon mengae es el tercer fósil de lamprea que se encontró en el mundo (los otros dos se encontraron en sedimentos marinos del carbonífero de Estados Unidos). Esta especie presenta pocas diferencias anatómicas con las lampreas actuales, lo que hace pensar que la evolución de este taxón ha sido muy lenta.
Aunque más pequeños que sus representantes actuales, los mayores tamaños los alcanzaban los Acipenseriformes, llegando a medir hasta un metro de longitud. También aparecen ejemplares del orden Amiiformes.

### Reptiles acuáticos
Los reptiles acuáticos presentes en Jehol eran diápsidos pertenecientes al orden Choristodera. En él se incluye Monjurosuchus, que fue el primer tetrápodo que se describió en la formación Yixian, en los años 40. El holotipo de Monjurosuchus splendens se perdió durante la Segunda Guerra Mundial, por lo que su asignación al orden Choristodera se realizó a partir del neotipo. Se han encontrado siete cráneos de ejemplares juveniles en la cavidad abdominal de un ejemplar adulto, considerándose la evidencia de canibalismo entre vertebrados más antigua del registro fósil. Muchos ejemplares al fosilizar conservaron las impresiones de las membranas en las patas traseras, confirmando sus hábitos acuáticos.
Hyphalosaurus era un reptil de cuello largo, encontrándose la especie Hyphalosaurus lingyuanensis en la parte baja de la formación Yixian, y Hyphalosaurus baitaigouensis en la formación Jiufotang. Se han hallado restos fósiles de sus huevos, uno de ellos asociados al fósil de una cría de unos 6,5 centímetros, y otros con embriones en su interior. Los nidos con los huevos estaban situados cercanos a las orillas. En el año 2006 se descubrió un resto de un embrión o neonato con dos cuellos y dos cabezas que se bifurcaban a la altura de la cintura escapular, tratándose del primer caso de policefalia documentada en restos fósiles.
El animal más grande de los lagos de Jehol era Ikechosaurus. Este reptil alcanzaba una longitud de tres metros, poseía un hocico alargado, y el cráneo era muy parecido al de los cocodrilos, ocupando probablemente un nicho ecológico similar. Se encuentran tres especies en la biota de Jehol. En cuanto a los quelonios, son poco diversos, pero bastante abundantes, apareciendo restos pertenecientes al género Manchurochelys.

### Lagartos
Se han hallado restos de tres géneros de lagartos, Dalinghosaurus, Xianglong y Yabeinosaurus. Los ejemplares de Dalinghosaurus se asignan al suborden Scleroglossa, tratándose de reptiles con un modo de vida corredor, pudiendo llegar a adquirir una locomoción bípeda. Esto se deduce al compararlos con lagartos actuales con características anatómicas similares, como la diferencia de tamaño entre las extremidades anteriores y posteriores, siendo estas mucho mayores.
Xianglong es un lagarto del suborden Iguania, que presenta ocho costillas alargadas que soportan un patagio. Esto parece indicar que este lagarto se desplazaba planeando. También poseía garras curvas, lo que podría indicar un modo de vida arborícola. El holotipo estudiado tiene una longitud de 155 milímetros, y parece tratarse de un ejemplar juvenil, al tener los tarsales poco osificados, y los carpales sin osificar.
Yabeinosaurus se ha interpretado como un taxón relicto superviviente de las faunas de lagartos del Jurásico. Pertenece a la familia Ardeosauridae.

### Pterosaurios
La diversidad de los pterosaurios pertenecientes a la biota de Jehol es comparable a las de otros yacimientos famosos, como la Formación Santana (Cretácico superior, Brasil) o las calizas de Solnhofen (Jurásico superior, Alemania). Se han descrito varios géneros de pterosaurios en la provincia de Liaoning. Todos ellos pertenecen al suborden Pterodactyloidea, a excepción de Dendrorhynchoides y Jeholopterus, que se incluyen dentro de Rhamphorhynchoidea. Dendrorhynchoides tenía una longitud de unos 11 centímetros, y una envergadura de 40. Poseía cola larga, dientes recurvados y vértebras cervicales cortas y gruesas. Jeholopterus ningchengensis probablemente se alimentaba de insectos, y se describió a partir de un ejemplar fósil que conservó impresiones de tejido. Además este organismo estaba recubierto por filamentos parecidos a los pelos.
Feilongus youngi se caracterizaba por la presencia de dos crestas sagitales independientes, y porque el maxilar sobresalía sobre la mandíbula. Nurhachius ignaciobritoi poseía dientes con la coronas triangulares aplastadas según el plano labiolingual. Basándose en la dentición, tanto Nurhachius como Feilongus se alimentaban de peces. Gegepterus (Ctenochasmatidae) se alimentaba mediante filtración, como se deduce de sus numerosos dientes en forma de agujas. Eosipterus poseía una envergadura de 1,2 metros y una cola corta, y fue el primer pterosaurio que se describió de la biota de Jehol. De Ningchengopterus liuae se descubrió el cráneo (con 50 dientes) y el esqueleto casi completo de un ejemplar infantil. El pterosaurio Chaoyangopterus es probablemente el miembro más antiguo que se conoce de la familia Pteranodontidae. Con una envergadura de 1,85 metros, se caracterizaba por la ausencia de dientes. El taxón que tenía un tamaño mayor dentro de este grupo era Liaoningopterus (Anhangueridae), con un cráneo de 65 centímetros de longitud y una envergadura de unos cinco metros. Además, poseía los dientes más largos encontrados en cualquier pterosaurio. Esto unido a la presencia de una cresta sagital en el premaxilar indica que se alimentaba de peces u otro tipo de animales acuáticos. El género Sinopterus, de hábitos herbívoros u omnívoros, cuenta con dos especies pertenecientes a la fauna de Jehol: S. dongi (40 centímetros de longitud) y S. gui (25 centímetros de longitud).

### Dinosaurios (sin incluir aves)

#### Saurischia
Se han reconocido nueve especies de terópodos con plumas pertenecientes a la biota de Jehol, siendo el de menor tamaño el dromeosaurio Microraptor zhaoianus. Se deduce a partir de las proporciones del pulgar y de la morfología de las garras traseras que habitaba en los árboles. Microraptor gui, también de hábitos arborícolas, se caracterizaba por la presencia de alas bien desarrolladas y plumas largas en las patas traseras. Las características de este taxón refuerzan la hipótesis de que el vuelo de las aves se originó a partir de organismos planeadores arborícolas. Si bien Microraptor gui era un organismo planeador, no se sabe muy bien como lo hacía, existiendo dos hipótesis: que planeaba como un biplano, o que lo hacía con las alas extendidas.
La última especie encontrada por ahora es Microraptor hanqingi.
Sinosauropteryx fue el primer dinosaurio en el que se encontraron evidencias de la presencia de plumas. Estas plumas no servían para volar, y quizás tuvieran utilidad para el cortejo, como aislante o para la identificación de individuos. Se encontró la mandíbula de un mamífero en el interior de un ejemplar, de lo que se deduce que eran dinosaurios carnívoros. Otro terópodo que también presentaba plumas era Dilong, clasificado dentro de la superfamilia Tyrannosauroidea. Este carnívoro medía 1,5 metros de longitud, y poseía protoplumas en la cola y en la mandíbula. Caudipteryx era un ovirraptórido herbívoro, que algunos estudios interpretaron como un ave primitiva sin capacidad de volar, si bien parece tratarse de un terópodo no aviano. Poseía unas extremidades anteriores muy reducidas comparadas con las posteriores, con plumas simétricas similares a las de las aves no voladoras. De este género se conocen dos especies, C. zoui y C. dongi. Sinocalliopteryx era un dinosaurio de la familia Compsognathidae, siendo el de mayor tamaño dentro de este clado, y con una alimentación carnívora (se encontró un fragmento de extremidad en su cavidad abdominal).
Incisivosaurus presenta unos rasgos dentales (presencia de dos dientes premaxilares similares a los incisivos de los roedores) que hacen pensar que seguía una alimentación herbívora. Junto al fósil de este organismo se encontraron gastrolitos. Shenzhousaurus es un ornitomimosaurio con dientes cónicos muy reducidos, que presentaba gastrolitos en su cavidad torácica, lo que indica que era herbívoro. Gracias al descubrimiento de un ejemplar juvenil y otro adulto de Similicaudipteryx, se ha podido estudiar como cambiaban las plumas (de plumas como "cintas" a plumas como las de las aves actuales) durante el desarrollo de los ejemplares de esta especie.

#### Ornithischia
En cuanto a los ornitisquios, se encuentra Psittacosaurus, que era el dinosaurio más abundante de la biota de Jehol. Se ha descrito un ejemplar de este género de la formación Yixian que presentaba una lesión en la fíbula, siendo esta más corta y gruesa, con una protuberancia de tejido óseo necrotizado. Se especula con que el causante de esa lesión fuera el bacilo que provoca la tuberculosis. Liaoceratops presenta suturas entre los huesos premaxilar, maxilar, nasal y prefrontal, y es un taxón importante para estudiar la evolución del infraorden Ceratopsia, tratándose de un neoceratopsio ancestral. Liaoningosaurus era un anquilosaurio del cual se ha encontrado un ejemplar juvenil, y que poseía una placa ósea cubriendo el abdomen. Este taxón presentaba caracteres intermedios entre las familias Ankylosauridae y Nodosauridae, lo que puede implicar que Ankylosauria es un infraorden monofilético. Jinzhousaurus yangi es un iguanodóntido, y es el dinosaurio más grande que se ha descrito de la biota de Jehol.

### Aves
Se conocen más de 20 géneros y especies de aves pertenecientes a la biota de Jehol, siendo un grupo muy diverso, que presenta una gran variación en cuanto a hábitos, morfología, dieta, tamaño o capacidad de vuelo. Jeholornis posee una cola formada por 27 vértebras caudales (más larga que la de Archaeopteryx), con unas plumas parecidas a la de los dromeosaurios. Debía vivir en las ramas de los árboles y alimentarse a base de semillas, al encontrarse más de 50 semillas en el estómago del holotipo de este género. Sapeornis era un ave herbívora con los dientes reducidos, cuyo esqueleto combinaba rasgos primitivos y derivados. Otra ave de tamaño ligeramente inferior que las anteriores es Confuciusornis, que posee un pico córneo y carece de dientes. Del estudio de los cientos de individuos encontrados, se ha sugerido la existencia de dimorfismo sexual en estas aves, poseyendo los machos un par de plumas caudales alargadas de las cuales carecerían las hembras.
También forman parte de la biota de Jehol las aves que se incluyen en la subclase Enantiornithes, con capacidad para el vuelo activo. A este clado pertenecen Protopteryx, Sinornis, Cathayornis, Boluochia, Eoenantiornis, etcétera, siendo la mayoría de ellas arborícolas de alimentación omnívora o insectívora. Sin embargo, Longipteryx debía alimentarse de presas acuáticas. El tórax de esta ave era parecido al de las aves modernas, e implica una respiración más eficiente. Sulcavis geeorum poseía dientes especializados con acanaladuras que podrían servirle para masticar alimentos duros.
Las ornituras presentaban una capacidad de vuelo casi idéntica a la de las aves actuales, al poseer un coracoides alargado y un esternón también alargado con una quilla que se extiende en toda su longitud. Hongshanornis y Yanornis poseían un hueso predentario por delante del dentario, lo que indica dieta piscívora. Hongshanornis es la ornitura con pico más antigua que se conoce. En un ejemplar fósil de Yanornis se han encontrado restos de peces, y en otro se han encontrado gastrolitos, que implican dieta herbívora. Esto parece indicar que esta ave cambiaba la dieta adaptándose a la disponibilidad que hubiera de alimentos.

### Mamíferos
Los mamíferos de la biota de Jehol eran en general de pequeño tamaño, a excepción de Repenomamus giganticus, un triconodonto. Se le considera el mamífero de mayor tamaño del mesozoico, y en su cavidad abdominal se encontraron restos del dinosaurio Psittacosaurus. Yanoconodon es un eutriconodonto de unos 15 centímetros de largo, con los huesos del oído medio unidos a la mandíbula mediante un cartílago de Meckel, de forma parecida a la de los embriones de monotremas y mamíferos placentados. Gobiconodon zofiae era otro triconodonto, y es el único género de vertebrados de la biota de Jehol que se encuentra tanto en Asia como en América del Norte.
Eomaia es el euterio más antiguo del que se tiene conocimiento. Tenía una longitud de 14 centímetros y no pesaría más de 25 gramos, probablemente se alimentaba de insectos y vivía en árboles y arbustos. Sinodelphys era un metaterio, y al igual que Eomaia, es el organismo más antiguo que se conoce de su linaje. También sus hábitos y tamaño eran similares.
Liaoconodon es un eutriconodonte basal que se ha encontrado casi completo.